# اتفاقية إقامة منطقة التبادل التجاري الحر بين الدول العربية المتوسطية - اتفاقية أغادير

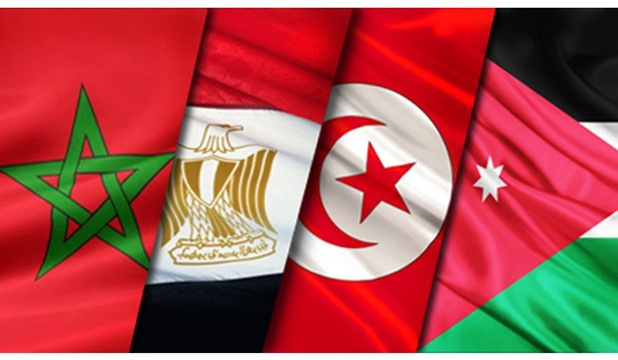

وقعت أربعة دول عربيّة متوسطيّة وهي الأردن وتونس ومصر والمغرب اعلان أغادير في عام 2001 عبّرت فيه عن نيّتها إنشاء منطقة للتبادل التجاري الحرّ فيما بينها، وقد مثّل هذا الإعلان الخطوة الأولى نحو ارساء ركائز منطقة اورومتوسطيّة للتبادل الحرّ بين هذه الدول والاتحاد الأوروبي. حيث حظيت هذه المبادرة بالدعم السياسي والمالي من الاتحاد الأوروبي، كونها تشكل إسهاماً في تحقيق أهداف إعلان برشلونة الذي أطلق الشراكة الأورومتوسطية ووضع إطاراً للتعاون السياسيّ والاقتصادي والثقافيّ والاجتماعي في المنطقة الأورومتوسطية. ويتمثل الهدف الاساسي من هذه الشراكة الاستراتيجية بين الاتحاد الأوروبي ومنطقة جنوب البحر الابيض المتوسط في ارساء الأنظمة والهياكل الضروريّة لإزالة العوائق امام التجارة البينية وتيسير الاستثمار بما من شأنه أن يعزز التنمية الاقتصادية ويرفع من التبادل التجاري في المنطقة. وتجسيداً لهذه الشراكة وُقعت اتفاقية إقامة منطقة التبادل التجاري الحر بين الدول العربية المتوسطية (اتفاقية اغادير) من قبل كل من المملكة الأردنية الهاشمية، والجمهورية التونسية، وجمهورية مصر العرية والمملكة المغربية في الرباط بتاريخ 25 شباط 2004، وتمت المصادقة عليها بتاريخ 1 كانون ثاني 2006 ودخلت حيز النفاذ بتاريخ 6 تموز 2006. أما التطبيق الفعلي للاتفاقية، فبدأ اعتبارا من 27 آذار 2007، بعد إصدار تعاميم بدء تطبيق الاتفاقية على المنافذ الحدودية للدول الأربعة الأعضاء.

## أهـداف الاتفاقية[edit source]
تهدف الاتفاقية إلى إيجاد منطقة تجارة حرة بين الدول الأطراف، وزيادة التبادل التجاري البيني من ناحية ومع الاتحاد الأوروبي من ناحية أخرى. كما تهدف إلى زيادة التكامل الصناعي بين الدول العربية المتوسطية من خلال تطبيق قواعد المنشأ الأورومتوسطية وتحقيق مبدأ التراكم، بما يعزز من قدرات الدول الأعضاء التصديرية للنفاذ إلى أسواق دول الاتحاد الأوروبي، ويشجع على المزيد من الاستثمارات المشتركة وعلى مزيد من جذب للاستثمارات الأجنبية المباشرة خاصة لأوروبية.

## علاقة الاتفاقية مع الاتفاقيات الأخرى
تُعتبر اتفاقية أغادير خطوة هامة نحو تحقيق أهداف إعلان برشلونة والذي يهدف إلى خلق منطقة تجارة حرة أور ومتوسطية، وهي بالتالي تستند إلى أهم القواعد الدولية وأفضل الممارسات المطبقة للتجارة الدولية لانسجامها مع مبادئ الاتفاقات المتعلقة بمنظمة التجارة العالمية WTO والتي تتمتع الدول الأربعة بعضويتها، كما أنها في توافق تام مع مبادئ ومقتضيات «منطقة التجارة الحرة العربية الكبرى» حيث تتسق مع ميثاق جامعة الدول العربية والذي يدعو إلى تعزيز ودعم التعاون العربي المشترك.

## مؤسسات الاتفاقية[edit source]
بموجب الاتفاقية أنشئت لجان على المستوى الوزاري وأخرى على المستوى الفني للإشراف على تنفيذ أحكامها ولدعم المسار السياسي للاتفاقية والتي تعتبر المؤسسات الراعية للاتفاقية حيث أنشئت لجنة للسادة وزراء الخارجية، ولجنة للسادة وزراء التجارة الخارجية، بالإضافة إلى لجان أخرى منبثقة عن اللجان الوزارية وهي: لجنة كبار الموظفين في وزارات الخارجية، وعلى مستوى نقاط الاتصال الوطنية واللجنة الفنية لاتفاقية أغادير بالإضافة إلى الوحدة الفنية لاتفاقية اغادير، بوصفها الجهة التنفيذية الراعية لشؤون الاتفاقية حيث ان اختصاصاتها كما يلي:

### لجنة وزراء الخارجية[edit source]
تختص بتحديد الإجراءات السياسية الكفيلة بدفع وتوسيع مسار أغادير فيما بين الدول العربية المتوسطية وكذلك فيما بينها وبين دول الاتحاد الأوروبي. كما تختص بدعم الإطار السياسي للاتفاقية، وتنبثق عنها لجنة كبار موظفي وزارات الخارجية والتي تعمل على عرض التوصيات على اللجنة الوزارية التابعة لها.

## لجنة وزراء التجارة الخارجية[edit source]
تختص اللجنة بالإشراف على تنفيذ الاتفاقية وتذليل الصعوبات التي قد تعترض مسيرتها وتحديد سبل تعميق التعاون والاندماج بين أطراف الاتفاقية، وتدرس اللجنة القضايا العامة المتعلقة بهذه الاتفاقية أو أية جوانب أخرى ذات الاهتمام المشترك، ولها سلطة القرار في هذا الشأن، وتعتبر قراراتها إلزامية لجميع الدول الأطراف التي يتعين عليها اتخاذ الإجراءات اللازمة لتطبيقها، كما يمكنها إصدار القرارات اللازمة لتطبيقها، كما يمكنها إصدار القرارات اللازمة من أجل تطوير هذه الاتفاقية حيث تتولى اللجنة مهام مراجعة وتقييم أداء هذه الاتفاقية بوجه عام، ومراجعة وتقييم نتائج أداء هذه الاتفاقية في ضوء الخبرة المكتسبة من خلال تطبيقها، والنظر في سبل دعم العلاقات بين الدول الأطراف، والمساعدة على تفادي النـزاعات وحلها عن طريق المشاورات، والنظر في التعديلات المقترحة على هذه الاتفاقية وإقرار هذه التعديلات مع مراعاة المتطلبات القانونية لدى كل طرف، ويحق لهذه اللجنة تشكيل لجان دائمة أو متخصصة أو فرق عمل، وأن تفوضها أياً من صلاحياتها ومن بين هذه اللجان: اللجنة الفنية لاتفاقية أغادير

## اللجنة الفنية لاتفاقية اغادير
تبثق من لجنة وزراء التجارة الخارجية وتقوم بتنفيذ ما تكلف به من طرفها، وتتضمن مهامها متابعة تنفيذ بنود الاتفاقية، ومتابعة تنفيذ قرارات لجنة وزراء التجارة، وتقديم المساعدة لتسوية النـزاعات. وقد أنشأت هذه اللجنة تنفيذاً لقرار لجنة وزراء التجارة الخارجية في دول أغادير المنعقدة في 1/12/2009، والتي من ضمن مهام ومجالات عملها كجهة توجيهية لمتابعة والإشراف على برامج الدعم الفني والمالي المقدمة من الاتحاد الأوروبي أو أي جهة مانحة أخرى بحيث تعرض توصياتها على اللجنة الوزارية لاعتمادها. الوحدة الفنية لاتفاقية أغادير: انشئت وحدة فنية لرعاية شؤون الاتفاقية وتقديم المشورة والدعم الفني في جميع المسائل التي تخص تنفيذ الاتفاقية.

## مجلس أعمال بلدان اغادير[5][edit source]
تم إنشاء مجلس أعمال لبلدان اغادير في يناير من عام 2016 ليكون المظلة التي يستطيع من خلالها القطاع الخاص الأغاديري الإسهام في تحقيق أهداف الاتفاقية اغادير والاستفادة من المزايا التي تتيحها بالعمل على خلق قنوات لربط أصحاب الأعمال لتحقيق المزيد من الشراكات التجارية والاستثمارية في المنطقة وبالتالي القيام باستثمارات مشتركة للتصدير إلى سوق الاتحاد الأوروبي. يجتمع المجلس بصفة دورية لمناقشة آليات العمل ومتابعة التوصيات ويعمل على تبنى البرامج والآليات لتحقيق الاهداف المرجوة من انشاءه والتي تتمثل في زيادة التعريف ورفع الوعي باتفاقية اغادير ومزاياها وتعظيم الاستفادة منها من خلال دفع الشّراكة والاستثمارات المتقاطعة والتبادلات التجارية والاستفادة من فرص التعاون بين المنشآت الصغيرة والمتوسطة عن طريق الاستغلال الأمثل قواعد المنشأ وتفعيل مبدأ التّراكم، ودعم وتشجيع المنشآت الصغيرة والمتوسطة التي تستخدم تراكم المنشأ، وتحسين الاداء التصديري لبلدان اتفاقية اغادير فيما بينها وباتجاه الفضاء الأورومتوسطي، والمساهمة في تطوير بنك للمعلومات لمختلف القطاعات الاقتصادية.

### بنود الاتفاقية[7][edit source
تتألف الاتفاقية من ستة فصول تتضمن 34 مادة وثلاثة ملاحق تتعلق بترتيبات تحرير التجارة وقواعد المنشأ والمشتريات الحكومية والإجراءات الوقائية وإجراءات الصحة والصحة النباتية والمواصفات والمقاييس والملكية الفكرية، وفض النـزاعات ومؤسسات الاتفاقية.

## بنود الاتفاقية[7][edit source]
الفصل الأول: الأحكام العامة
الفصل الثاني: ترتيبات تحرير التجارة
الفصل الثالث: الترتيبات المصاحبة للتحرير
الفصل الرابع: الإجراءات
الفصل الخامس: المقتضيات المؤسساتية
الفصل السادس: الأحكام العامة والمقتضيات الختامية

## ملاحق الاتفاقية[edit source]
الملحق رقم (): قوائم التخفيض الجمركي (والتي وصلت إلى مرحلة تطبيق الاعفاء التام)
الملحق رقم (II): بروتوكول تعريف مفهوم المنتجات التي لها صفة المنشأ واساليب التعاون الإداري.
الملحق رقم (III): بروتوكول إنشاء الوحدة الفنية لاتفاقية اغادير

## المجالات التي تغطيها الاتفاقية[edit source]
تعطي الاتفاقية امتيازات تفضيلية تتمثل في الإعفاء التام من الرسوم الجمركية، كما تلزم الاتفاقية الدول الاعضاء بالإزالة الفورية لكافة القيود غير الجمركية بما في ذلك القيود الكمية والنقدية والإدارية والفنية التي تفرض عند الاستيراد، كما تنص على المعاملة الوطنية للسلع ذات منشأ الدول الأطراف المتبادلة وتلغي الاتفاقية أية معاملة تفضيلية للمنتج المحلي، كما تتضمن نصوصاً تتعلق بتحرير تجارة الخدمات وبالمشتريات الحكومية تضمن حماية حقوق الملكية الفكرية والصناعات الوليدة وتتضمن احكاماً تتعلق بالإجراءات الوقائية والدعم والإغراق والإجراءات الصحية والصحية النباتية، والمواصفات والمقاييس.

## تحرير تجارة السلع[edit source]
تُعفي كافة السلع ذات المنشأ الدول الأعضاء بما فيها السلع الصناعية والسلع الزراعية والسلع الزراعية المصنعة من الرسوم الجمركية عند تبادلها بين الدول الأعضاء. كما تمنع الاتفاقية الدول الأعضاء من فرض أية رسوم جمركية جديدة أو ضرائب أخرى ذات أثر مماثل على السلع المتبادلة فيما بينها.

## قواعد المنشأ[11][edit source]
تعتبر ذات منشأ ومصدر محليين السلع (المواد والمنتجات) المنتجة طبقاً لبروتوكول قواعد المنشأ، الملحق بالاتفاقية والمطابق لبروتوكول قواعد المنشأ الأورومتوسطية، ولأية تعديلات تطرأ عليه.
وتعتبر أحد أهم الفرص التي تخلقها اتفاقية أغادير هي تراكم المنشأ بين الدول الأعضاء بالاتفاقية ومع الدول الأورومتوسطية، حيث يسمح تراكم المنشأ لصادرات أي من الدول الأعضاء بالحصول على المعاملة التفضيلية بموجب الاتفاقية عند استخدامها لمكونات إنتاج أو مدخلات من أي من الدول الأطراف الأخرى عند تصنيع السلعة النهائية واحتساب تلك المكونات على أنها مكونات محلية وليست أجنبية، شريطة أن ترافق السلع المتبادلة شهادة الحركة الأورومتوسطية. (Euro-Med) والتي تعتبر بمثابة جواز مرور السلع إلى أسواق الدول الأعضاء وأكثر من 30 دولة تمثل المنطقة الأورومتوسطية.

## السلع المستثناة من تطبيق الاتفاقية[edit source]
لا تسري أحكام هذه الاتفاقية على السلع الواردة بالقوائم المعتمدة من المجلس الاقتصادي والاجتماعي لجامعة الدول العربية والمستثناة من المزايا الممنوحة بالبرنامج التنفيذي لاتفاقية تيسير وتنمية التبادل التجاري بين الدول العربية، لأسباب دينية أو صحية أو أمنية أو بيئية.

## المشتريات الحكومية:[edit source]
تلغي الاتفاقية أية معاملة تفضيلية للمنتج المحلي. حيث تراعى أحكام الاتفاقية فيما يخص الرسوم والضرائب المؤداة فعليا عند مقارنة العروض الخاصة بالمناقصات العالمية لتوريد السلع في كل دولة طرف طبقاً لأحكام هذه الاتفاقية وبما لا يتعارض مع القوانين والأنظمة السارية في إطار المعاملة التفضيلية في كل منها.

## تحرير تجارة الخدمات[9][edit source]
تلتزم الدول الأطراف بتنفيذ التزاماتها الواردة في جداول الاتفاقية العامة لتجارة الخدمات لمنظمة التجارة العالمية فيما يتعلق بتحرير تجارة الخدمات وتسعى لتوسيع نطاق تجارة الخدمات فيما بينها وفقا ً للقوانين والأنظمة المعمول بها في كل من الدول الأطراف. حيث أطلقت الوحدة الفنية مبادرتها بالشروع في المفاوضات بخصوص تحرير تجارة الخدمات بين دول أغادير منذ سنة 2012 من خلال اقتراح مشروع اتفاقية إطارية، وتوجت بالتوقيع عليها بالأحرف الأولى سنة 2014.

## الإجراءات الوقائية:[edit source]
يحق لكل طرف تطبيق إجراءات الوقاية المنصوص عليها في اتفاقية إنشاء منظمة التجارة العالمية ويطبق ذلك فقط بالنسبة للمنتجات التي يقرر أي طرف أنه تم استيرادها داخل إراضيه من إحدى الدول الأطراف بكميات متزايدة سواء بشكل مطلق أو نسبي بالمقارنة بالإنتاج المحلي وبحيث تسبب أو تهدد بإلحاق ضرر جسيم بالصناعة أو الزراعة المحلية التي تنتج منتجات مماثلة أو منافسة بشكل مباشر لتلك المستوردة من الأطراف الأخرى، وذلك طبقا ً للقوانين والتشريعات المطبقة في كل من الدول الأطراف في الاتفاقية.

## الدعم والإغراق:[10][edit source]
إذا واجهت أي دولة طرف حالة دعم أو إغراق في وارداتها من الأطراف الأخرى، فإنه يحق لها اتخاذ الإجراءات الملائمة لمواجهة مثل هذه الحالات وفقا ً لأحكام اتفاقيتي الدعم والرسوم التعويضية وإجراءات مكافحة الإغراق الملحقتان باتفاقية إنشاء منظمة التجارة العالمية، وذلك طبقاً للقوانين والتشريعات المطبقة في كل من الدول الأطراف في الاتفاقية.

## الصناعات الوليدة[edit source]
سمحت الاتفاقية لكل دولة طرف خلال فترة التفكيك التدريجي للرسوم الجمركية والرسوم والضرائب الأخرى ذات الأثر المماثل باتخاذ تدابير لأجل محدود استثناءً من أحكام المادتين الثالثة والرابعة وذلك بزيادة الرسوم الجمركية أو بإعادة العمل بالرسوم الجمركية والرسوم والضرائب الأخرى ذات الأثر المماثل المعمول بها بالنسبة للصناعات الوليدة أو القطاعات التي هي بصدد إعادة الهيكلة أو التي تواجه صعوبات جدية. وتقوم كل دولة طرف بإعلام الدول الأطراف الأخرى بأي إجراء استثنائي تنوي اتخاذه وبالجدول الزمني المحدد لإلغاء الرسوم الجمركية والضرائب الأخرى ذات الأثر المماثل المفروضة بموجب هذه المادة. وتقوم لجنة وزراء التجارة الخارجية بدراسة الإجراءات المقترحة من الدولة الطرف المعنية ولا يتم تطبيق هذه الإجراءات إلا بعد موافقة اللجنة المذكورة بالإجماع.
ا

## الخلل في ميزان المدفوعات:[edit source]
إذا واجهت إحدى الدول الأطراف مخاطر أو مشاكل أو خللا في ميزان المدفوعات أو ما يهدد بحدوث ذلك، يحق لها اتخاذ الإجراءات المناسبة وذلك وفقا ً لأحكام اتفاقية منظمة التجارة العالمية، وتخطر الدولة الطرف المتضرر لجنة وزراء التجارة الخارجية وتحدد الجدول الزمني لإلغائها.

## === الإجراءات الصحية والصحة النباتية[edit source]
يحق للدول الأطراف اتخاذ الإجراءات الصحية والصحة النباتية اللازمة لحماية صحة وحياة الأشخاص والحيوانات أو الحفاظ على النباتات، شريطة ألا تتعارض هذه الإجراءات مع مقتضيات هذه الاتفاقية. وتخضع البضائع المتبادلة بين الدول الأطراف لقوانين الحجر الزراعي والبيطري المعمول بها في كل منها عند الاستيراد ولا يجوز استخدام هذه القيود والإجراءات كحواجز غير جمركية للتبادل التجاري بين الدول الأطراف، وذلك بما لا يتعارض مع اتفاقيتي العوائق الفنية والصحة النباتية الملحقتين باتفاقية منظمة التجارة العالمية ومع الاتفاقيات الدولية الأخرى ذات الصلة.

## المواصفات والمقاييس[edit source]
تعمل الدول الأطراف على التعاون من أجل تنسيق التشريعات الفنية والمقاييس والمواصفات فيما بينها طبقاً للأعراف الدولية. وفي حالة لجوء إحدى الدول الأطراف إلى اتخاذ إجراءات تضع أو من شأنها وضع حواجز تقنية للتجارة، تقوم الدول الأطراف بإجراء مشاورات فورية بهدف إيجاد الحلول المناسبة. وقد أنشأت الوحدة الفنية لجنة مشتركة لإعداد ثم متابعة تنفيذ مذكرة التفاهم في مجال الاعتراف المتبادل بشهادات المطابقة، تم التوقيع على برنامجها التنفيذي في فبراير 2010.

## الملكية الفكرية[edit source]
تلتزم الدول الأطراف بحماية حقوق الملكية الفكرية بما فيها حق المؤلف وبراءات الاختراع والعلامات التجارية والرسوم الصناعية والنماذج الصناعية والعلامات الجغرافية والتسميات المثبتة للأصل، وكذلك حماية الأعمال الأدبية والفنية وبرامج الحاسوب، وذلك دون الإخلال بالتزامات الدول الأطراف بالاتفاقيات المنبثقة عن منظمة التجارة العالمية وبالقوانين والأنظمة النافذة لدى كل دولة طرف في هذه الاتفاقية.

## الوحدة الفنية لاتفاقية أغادير[4][edit source]
تنفيذاً لأحكام الاتفاقية، وبمقتضى بروتوكول موقع في سنة 2006 أُنشئت وحدة فنية لاتفاقية أغادير بمثابة الأمانة الفنيّة للاتفاقية، بدأت نشاطها الفعلي في عام 2007 بمقرها الدائم في عاصمة المملكة الأردنية الهاشمية- عمان، وتعمل على متابعة تنفيذ مقتضيات اتفاقية أغادير، وتحظى بالدعم الفني والمالي من الدول الأعضاء والاتحاد الأوروبي. وتقوم برعاية شؤون الاتفاقية وتختص بتقديم المشورة والدعم الفني في جميع المسائل والمجالات التي تغطيها الاتفاقية. وعلى مدار ما يزيد عن اثني عشرة سنة من تطبيق الاتفاقية، قامت الوحدة بالعمل على تحقيق أهداف الاتفاقية من خلال القيام بالعديد من الأنشطة في مختلف المجالات التي تستهدف تنمية المبادلات التجارية وتحقيق المزيد من الاندماج الاقتصادي الإقليمي الأورومتوسطي وتشجيع التصدير والاستثمار البيني ومع الاتحاد الأوروبي. كما تتولى الوحدة الفنية القيام بدراسات في المجالات ذات الاهتمام المشترك والقطاعات ذات الأهمية التبادلية بين الدول الأطراف وذات الافاق التكاملية الواعدة من خلال ابراز الإمكانيات الحقيقية المتاحة للتكامل والاندماج في القطاع المعني، فقد أنجزت الوحدة الفنية في ظرف ثمن سنوات ست دراسات قطاعية في مجالات منها السيارات ومكوناتها؛ النسيج والملابس؛ الجلود والأحذية والصناعات الغذائية ؛ ومنها الأفقية في مجال النقل والمشروعات الصغيرة والمتوسطة، وتأمل الوحدة الفنية في مواصلة القيام بإجراء دراسات قطاعية خلال المرحلة القادمة في القطاعات التي تمثل ميزه تنافسية لدول أغادير مثل الصناعات الدوائية والأثاث. وتقوم حالياً بالمتابعة لإنجاز دراسة تقييمية شاملة لمسار أغادير، من المنتظر أن تنبثق عنها خطة إستراتيجية بعيدة المدى ومقترحات عملية لتحسين الأداء وتنويع الأنشطة وتوسيعها. كما قدمت الوحدة حزمة من البرامج التدريبية المتصلة بالتجارة والجمارك وقواعد المنشأ والإغراق، والعوائق الفنية أمام التجارة، علاوةً على إصدار الوحدة لعدد من التقارير السنوية حول عدد من الموضوعات منها التبادل التجاري البيني  والعديد من أوراق العمل والتقارير الفنية تُعرض على اللجان وفرق العمل المختلفة، فضلاً عن إصدار عدة أدلة استرشادية للمتعاملين الاقتصاديين لتوضيح كافة الإجراءات في كل دولة عضو والمتعلقة بمجال الدليل منها دليل اجراءات التصدير، و دليل قوانين واجراءات المنافسة، و دليل الأنظمة والإجراءات الجمركية بدول أغادير، ودليل إجراءات التصدير والاستيراد بين دول أغادير ومع الاتحاد الأوروبي، ودليل المستخدم الخاص بالتدابير الوقائية. وتنفذ الوحدة الفنية برامج عملها وفق رؤية إستراتيجية محددة ومن خلال العديد من اللجان المتخصصة وفرق العمل القطاعية المشكلة من المختصين والخبراء من الدول الأعضاء في المجالات التي تغطيها الاتفاقية وبالتشارك مع نقاط الاتصال الوطنية المحدثة لغايات التنسيق والمتابعة. وتعمل الوحدة على محاولة خلق بيئة مواتية ومحفزه للتعاون في نطاق الاتفاقية وذلك من خلال صياغة العديد من البروتوكولات والاتفاقات ومذكرات التفاهم في العديد من المجالات الهامة والتي تكلل معظمها بالتوقيع من قبل الدول الأعضاء. بالإضافة إلى تعزيز تعاونها مع المنظمات الدولية والإقليمية ذات الاهتمام المشترك.

## الانضمام إلى الاتفاقية[23][edit source]
يمكن لكل دولة عربية عضو في جامعة الدول العربية ومنطقة التجارة الحرة العربية وترتبط مع الاتحاد الأوروبي باتفاقية شراكة أو اتفاقية تجارة حرة، طلب الانضمام إلى هذه الاتفاقية، ويتم ذلك بموافقة جميع الدول الأطراف في لجنة وزراء الخارجية، وتلتزم الدولة المنضمة بتنفيذ كافة الالتزامات السارية عند انضمامها بموجب أحكام هذه الاتفاقية، ويمكن للجنة وزراء التجارة الخارجية، في إطار التشاور، تحديد فترة زمنية لتفكيك الرسوم الجمركية لسلع تلك الدولة على أساس المعاملة بالمثل.